# Catch
Pour les articles homonymes, voir Catch (homonymie).
Le catch, également appelé lutte professionnelle ou lutte au Canada francophone, est une forme de divertissement combinant du combat simulé et théâtre. Dans sa forme moderne, le catch se présente comme une série de combats en public qui s'enchaînent lors de réunions organisées par des compagnies itinérantes ou lors d'enregistrements d'émissions régulières télévisées. Chaque combat oppose catcheurs ou catcheuses sur un ring, reproduisant les codes des sports de combat tout en y intégrant des règles et conventions propres à la discipline et à ses spécificités régionales. Dans sa forme première, le catch s'apparentait principalement à la lutte, puis il s'est étoffé au fil du temps d'un arsenal technique varié (coups, clefs, prises, projections, retournements, manœuvres acrobatiques). Ces composantes techniques sont tantôt inventées par les pratiquants, tantôt empruntées à d'autres arts martiaux ou inspirées par d'autres éléments de la culture populaire (cinéma, danse, sport…).
Le catch n'est compétitif qu'en apparence : les résultats des combats sont prédéterminés et les pratiquants coopèrent afin d’assurer le spectacle et de pouvoir « raconter une histoire ». De plus, l’impact des manœuvres est travaillé afin de prévenir les risques de blessure. Le public a longtemps été volontairement tenu dans l'ignorance de cette connivence[réf. nécessaire], mais désormais tout ceci est publiquement avoué, y compris par la plupart des gens de ce milieu. Cependant, tout ceci est tu pendant la présentation des combats en eux-mêmes (un principe du catch appelé kayfabe en anglais) pour permettre la suspension consentie de l'incrédulité du spectateur.
Puisant ses origines dans les spectacles de foire itinérants d'Europe au XIXe siècle, le catch s'est répandu dans le monde entier, devenant un spectacle à part entière. En France, le catch connaît son apogée médiatique pendant l'après-guerre, notamment dans les salles parisiennes et lors de ses retransmissions sur les chaînes de l'ORTF. En Amérique du Nord, c'est une industrie qui pèse plusieurs milliards de dollars (voir l'entreprise WWE) et qui a connu plusieurs périodes de prééminence dans la culture populaire.
Discipline hybride, le catch est un sport, un spectacle, et il est également parfois considéré comme une forme d'art : le sémiologue Roland Barthes l'a décrit comme « une pantomime immédiate », « le principe même de l’art classique triomphant ».

## Description

### Étymologie
Le terme est un emprunt à l'anglais, dérivé de l'expression catch-as-catch-can (en français « attrape-le comme tu peux ») désignant une forme de lutte libre (voir catch wrestling, qui est lui-même un emprunt à l'ancien français « cach(i)er » prononcé /ka't͡ʃ(j)e/). En Amérique du Nord francophone, il est question de « lutte » ou « lutte professionnelle » et dans le langage familier, « catcher » signifie attraper ou comprendre. En anglais il est nommé professional wrestling ou souvent simplement wrestling (littéralement « lutte professionnelle » ou « lutte »). En japonais on le nomme プロレス (puroresu, transcription phonétique et contractée de « pro wrestling »).

### Origines

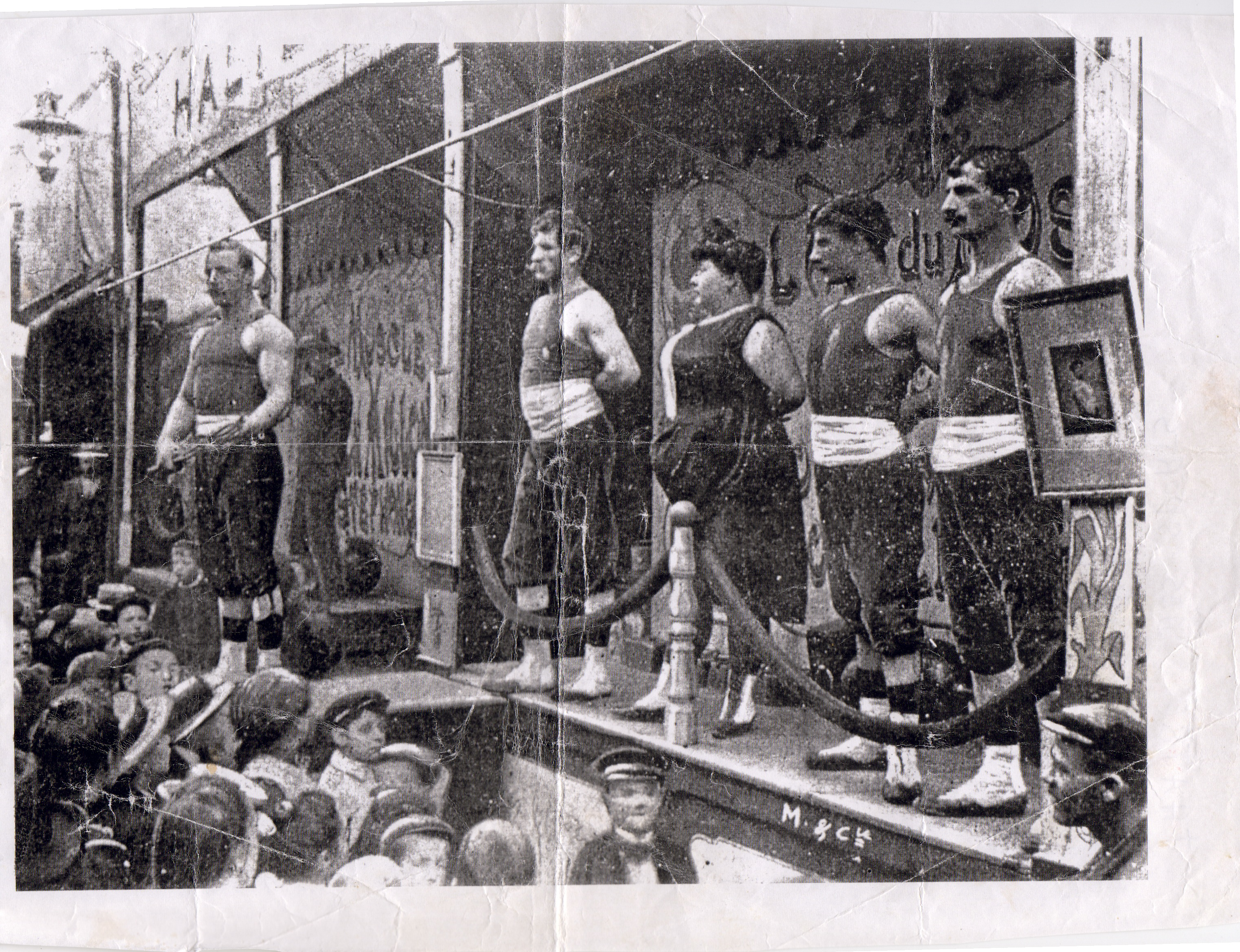
Baraque de lutte au début du XXe siècle

La lutte, l'un des sports les plus anciens au monde, a traversé les âges sous diverses formes. Au XIXe siècle, le succès des tournois de lutte en Europe prend de l'ampleur et permet à sa forme la plus sportive de se développer considérablement, comme en témoigne la place obtenue par la discipline lors des Jeux olympiques de 1896. Parallèlement, une forme plus populaire de lutte apparaît dans les représentations de baraques de lutte installées sur les champs de foire, où des combats mettent en scène un assemblage de techniques piochées dans diverses écoles de lutte traditionnelle. C'est de cette lutte foraine que le catch (ou « lutte professionnelle ») tire son origine,,.
Les premières troupes de lutteurs professionnels indépendants des foires se forment en Europe entre 1840 et 1860 de Bordeaux à Saint-Pétersbourg, en passant par Lyon, Vienne, Berlin et Varsovie. Ces troupes sont sous la coupe d'un manager. La plus fameuse organisation de lutte professionnelle est celle de Saint-Pétersbourg, créée en 1885, qui compte plusieurs dizaines de filiales à travers l'Europe. En Grande-Bretagne, en revanche, la priorité est laissée à la boxe, et la lutte professionnelle n'y connaît longtemps aucun écho.[réf. nécessaire]
À la fin du XIXe siècle, les baraques proposent des combats qui opposent leurs champions à des amateurs, promettant à ces derniers une somme d'argent en cas de victoire, ce qui se produit parfois ; à d'autres occasions, la vedette d'une troupe rivale surgit de l'assistance pour défier le champion de la maison. Pour alimenter ces scénarios et ravir le public, on truque parfois les rencontres. Certains propriétaires de baraque de lutte se sédentarisent (par exemple en France en s'installant dans les salles de spectacles parisiennes) et capitalisent sur ce côté spectaculaire, en demandant aux athlètes de pratiquer la « lutte au chiqué ». C'est ainsi que naît la forme moderne du catch à grand spectacle.
La Première Guerre mondiale ferme l'âge d'or de la lutte professionnelle en Europe. Les fédérations nationales et internationales de lutte sportive entravent clairement le développement de cette activité sur le Vieux Continent entre les deux guerres. En Suisse, toute publication sur le sujet est même interdite. Quelques organisations parviennent toutefois à opérer, mais leur impact reste très limité. Les États-Unis ravivent la flamme au début des années 1960.[réf. nécessaire]

### Sport ou spectacle?

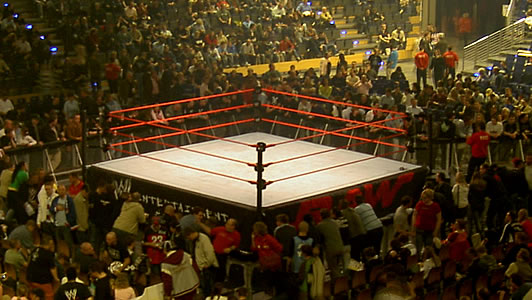
Un ring de catch classique à quatre côtés, ici celui de la WWE.

La nature hybride et protéiforme du catch rend difficile toute tentative de le définir catégoriquement. Les dictionnaires se contentent souvent de le décrire comme « une forme de lutte libre » sans entrer dans le détail. On le résume parfois par les expressions « sport-spectacle » ou « divertissement sportif » mais bien souvent les observateurs préfèrent simplement traiter le sujet sous forme de question : « sport ou spectacle ? »,.
Ces difficultés de définition s'expliquent également par les réticences des pratiquants de la discipline à accepter de devenir sujets d'analyse, comme en témoigne le sociologue Christophe Lamoureux, qui en vient à surnommer ce milieu « la petite industrie du simulacre ». Historiquement né de parents bonimenteurs et saltimbanques, le catch a en effet longtemps entretenu le secret sur sa vraie nature pour tromper le grand public. Pour toutes ces raisons, le catch a aussi de tout temps attiré ses détracteurs, qui tantôt le disqualifient en tant que sport « chiqué », ou tantôt le désavouent en tant que forme d'expression artistique, car trop impur, trop violent, ou trop populaire.
Le catch peut être considéré comme un simple spectacle dans la mesure où la notion de compétition sportive stricto sensu en est absente. Le catcheur victorieux n'est pas nécessairement plus talentueux ou en meilleure condition, il n'a pas systématiquement cherché à dépasser son adversaire par sa performance. Un catcheur est en représentation au sens artistique du terme, plutôt qu'en quête d'un record. En réalité, un catcheur acquiert plutôt du galon au regard de sa capacité à faire réagir la foule (et donc indirectement à contribuer aux ventes de billets d'entrée et de produits dérivés). Le catch se distingue donc des autres sports de combat par la mise en scène dont il est l'objet. Pour Roland Barthes, « le catch n'est pas un sport » mais « un spectacle » proche du théâtre, qui n'a pas à rougir de sa qualité artistique.
Les catcheurs et les catcheuses n'en sont pas moins des athlètes professionnels qui s'adonnent à une activité physique intense, comme l'indique Lamoureux : « Car entendons-nous bien, à quelque période historique qu'on le situe, le catch est autant un sport qu'un spectacle, « un sport spectacle » dirons nous : un sport parce que ceux qui le pratiquent sont des athlètes ; un spectacle parce que ces mêmes athlètes s'apparentent à des acteurs qui miment sur le ring la vraisemblance scénique d'un combat de lutte. » Les catcheurs doivent s’entraîner afin d'effectuer les manœuvres techniques qu'ils emploient et afin de supporter la violence des chutes et des projections qu'ils subissent au cours des matchs. Aussi, afin d'assurer la sécurité de leurs fans, les catcheurs eux-mêmes leur recommandent de ne jamais essayer de reproduire les mouvements exécutés sur le ring.
Les mots « chiqué » ou « truqué » sont donc relatifs : le catch est chiqué dans le sens où l'issue du combat est déterminée à l'avance ; il est truqué dans le sens où beaucoup de coups sont arrangés pour être plus spectaculaires que réellement dangereux. Mais l'impact de la plupart des coups inflige une douleur certaine et le catcheur doit l'encaisser ; l'adage dit « dans le catch, on se fait mal, mais on ne se blesse pas. ». Les accidents ne sont pas rares, à la suite d'un coup mal calibré ou d'une cascade trop dangereuse ratée. Les catcheurs doivent alors continuer le combat ou s'arranger pour y mettre un terme prématurément, sans que le public ne s'en rende compte, pour ne pas en exposer l'aspect fictionnel.

### Différentes formes
- le catch congolais, qui se pratique avec l'aide de fétiches, très populaire à Brazzaville et Kinshasa[17] ;
- le catch hardcore (hardcore wrestling) ;
- la lucha libre, pratiquée au Mexique ;
- le puroresu, pratiqué au Japon ;
- le shoot wrestling, pratiqué au Japon ;
- le catch wrestling, pratiqué en Europe ;
- la loucho libre (ou Locha Libre), anciennement pratiquée en Provence, variante de la brancaille.

#### États-Unis
Les premiers spectacles de catch sont apparus comme en Europe lors des carnavals et cirques peu après la fin de la Guerre de Sécession, la plupart des lutteurs ont appris la lutte à l'université et affrontaient des spectateurs, ce qui donnait lieu à des paris permettant au cirque ou au carnaval d'augmenter leur recette,.
Au début du XXe siècle, le sport devient populaire aux États-Unis et le public américain se passionne aussi pour le catch, notamment grâce aux « exploits » de Frank Gotch, qui, après être devenu le champion des États-Unis en 1904, a vaincu en 1908 à Chicago le Russe George Hackenschmidt (invaincu en Europe) dans un match qui a duré un peu plus de deux heures, puis est devenu en 1911 le premier champion incontesté de catch,. Mais, à la suite de la retraite de Gotch en 1913, le public, comprenant que le catch est autant un spectacle qu'un sport commence à s'en désintéresser.
Peu après la fin de la Première Guerre mondiale Ed Strangler Lewis, son manager Billy Sandow et leur promoteur Joseph Toots Mondts, connus tous les trois sous le nom de Gold Dust Trio ont une vision différente du catch. Ils préfèrent mettre l'accent sur le spectacle. Ensemble, ils popularisent le catch par équipes et organisent leur compagnie avec des lutteurs travaillant régulièrement pour eux.
Les catcheurs sont sous le statut de travailleurs indépendants. Ce statut permet à la World Wrestling Entertainment de les assurer uniquement pour les blessures subies sur le ring, et de s’éviter de payer davantage de cotisations sociales. Les catcheurs, payés au show, les multiplient pour enchaîner les cachets, y perdant parfois leur santé.

#### Mexique

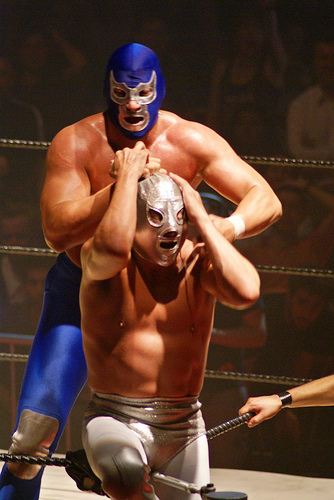
Blue Demon Jr. luttant contre El Hijo del Santo.

On pratique la lucha libre depuis 1863 au Mexique. Il s'agit alors d'une variante de la lutte gréco-romaine développé par Enrique Ugartechea.
En 1933, Salvador Lutteroth González fonde la Empresa Mexicana de Lucha Libre (EMLL) qui va devenir la principale fédération de catch du pays. González souhaite proposer un style rapide et athlétique semblable à ce qui se fait alors au Texas. C'est aussi cette même année que le catcheur El Ciclón McKey est le premier à porter un masque durant ses combats. Le fait d'avoir des masques permet au public, désormais davantage concentré sur les personnages, de mieux comprendre qui est le tecnico (le protagoniste), ou le rudo (l'antagoniste). En plus du côté coloré des masques le style de catch pratiqué se distingue de celui des américains avec des prises faites du côté gauche.
En 1935, Rudolpho Guzmán commence sa carrière puis au fil des années porte un masque argenté et se fait appeler El Santo à partir des années 1940. Il devient le catcheur vedette au Mexique, gardant son masque y compris lors d'apparitions publiques et est l'acteur principal de nombreux films, devenant ainsi un personnage populaire s'exportant hors des rings.
Dans les années 1960, les films mettant en scène El Santo ou son rival Blue Demon sont très populaires au Mexique. C'est à cette époque que le producteur Luis Enrique Vergara fait de Mil Máscaras l'acteur principal d'un de ses films. Il le choisit car il est en froid avec El Santo, et Blue Demon est alors blessé. En 2007, la réalisatrice Carmen Butta s'intéresse aux femmes pratiquant ce sport dans le documentaire Les catcheuses de Mexico.

#### Japon

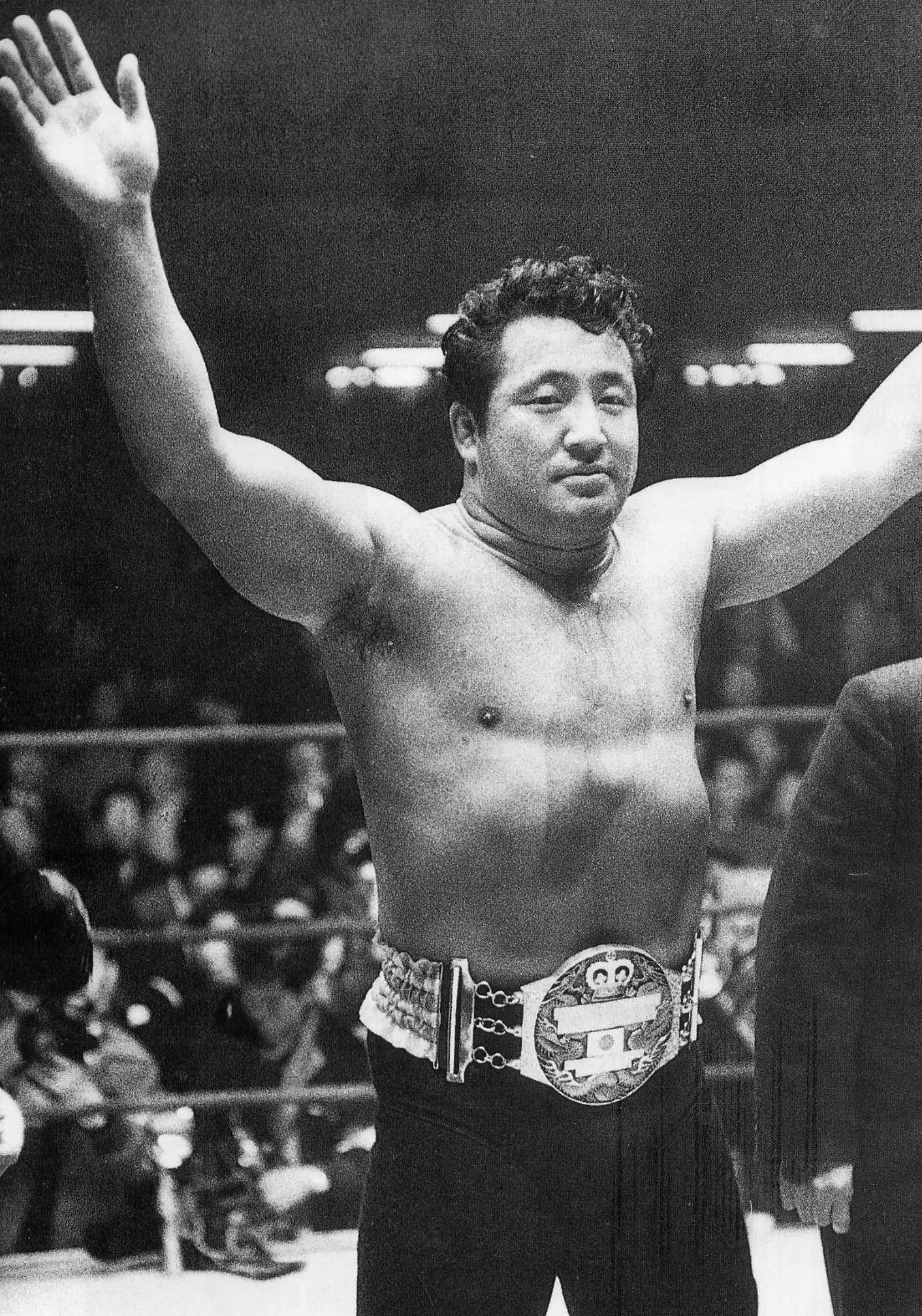
Rikidōzan est surnommé le père du puroresu.

À la fin du XIXe siècle, Sorakichi Matsuda (en) semble être avec Shokichi Hamada les premiers japonais à faire du catch. Matsuda y connaît un certain succès avec deux combats face à Edwin Bibby (en), un ancien champion du monde de catch-as-catch-can avec une victoire et une défaite. Hamada lui tente de faire connaître ce divertissement au Japon en faisant venir des catcheurs occidentaux mais son entreprise ne connaît pas le succès. Durant l'Entre-deux-guerres, le judoka Taro Miyake (en) tente à nouveau d'organiser des spectacles de catch au Japon sans grand succès.
C'est après la Seconde Guerre mondiale que le catch devient populaire au Japon grâce à Rikidōzan. Ce lutteur de sumo qui ne peut pas devenir un yokozuna en raison de ses origines coréennes décide de devenir catcheur et promoteur de sa propre fédération, la Japan Pro Wrestling Alliance (en)(JWA). Il parvient à populariser ce divertissement, que les japonais perçoivent comme un sport, en remportant des combats face aux meilleurs catcheurs américains de son époque comme Lou Thesz par exemple. Il s'y fait aussi connaître pour affronter des combattants tels que le judoka Masahiko Kimura en 1954. Le catch féminin, appelé joshiresu se développe aussi à la même période avec la création de l'All Japan Women's Pro-Wrestling en 1955. Le 8 décembre 1963, un yakuza poignarde Rikidōzan, qui meurt d'une péritonite une semaine plus tard.
Après la mort de Rikidōzan, les dirigeants de la JWA décident que Shōhei Giant Baba va devenir la principale vedette de la fédération. C'en est trop pour Antonio Inoki qui en a assez d'être dans l'ombre de Baba et fonde avec Hisashi Shinma la Tokyo Pro Wrestling en 1966. Cette fédération ne rencontre pas le succès et Inoki retourne à la JWA.
En 1972, Inoki puis Baba quittent la JWA et forment chacun de leur côté leur propre fédération de catch. Baba créé l'All Japan Pro Wrestling qui propose un style de catch proche de celui des fédérations américaines de l'époque. De l'autre côté la New Japan Pro Wrestling d'Inoki offre au public une expérience mêlant catch et arts martiaux.

#### France
Le catch connaît son apogée en France avant la Première Guerre mondiale, âge d'or européen de la lutte professionnelle, ou plutôt de Catch as Catch can, comme elle est alors généralement nommée. Malgré les interdits fédéraux, le catch survit entre les deux guerres. Le champion Olympique (1924) Henri Deglane et Raoul Paoli partent faire leurs classes aux États-Unis où Henri Deglane conquiert le titre mondial. Ils rapportent en France un style rénové qui scénarise davantage les combats, comme avec Charles Rigoulot ou Dan Koloff. Ils assurent un renouveau et une relance auprès d'un large public jusqu'après guerre.

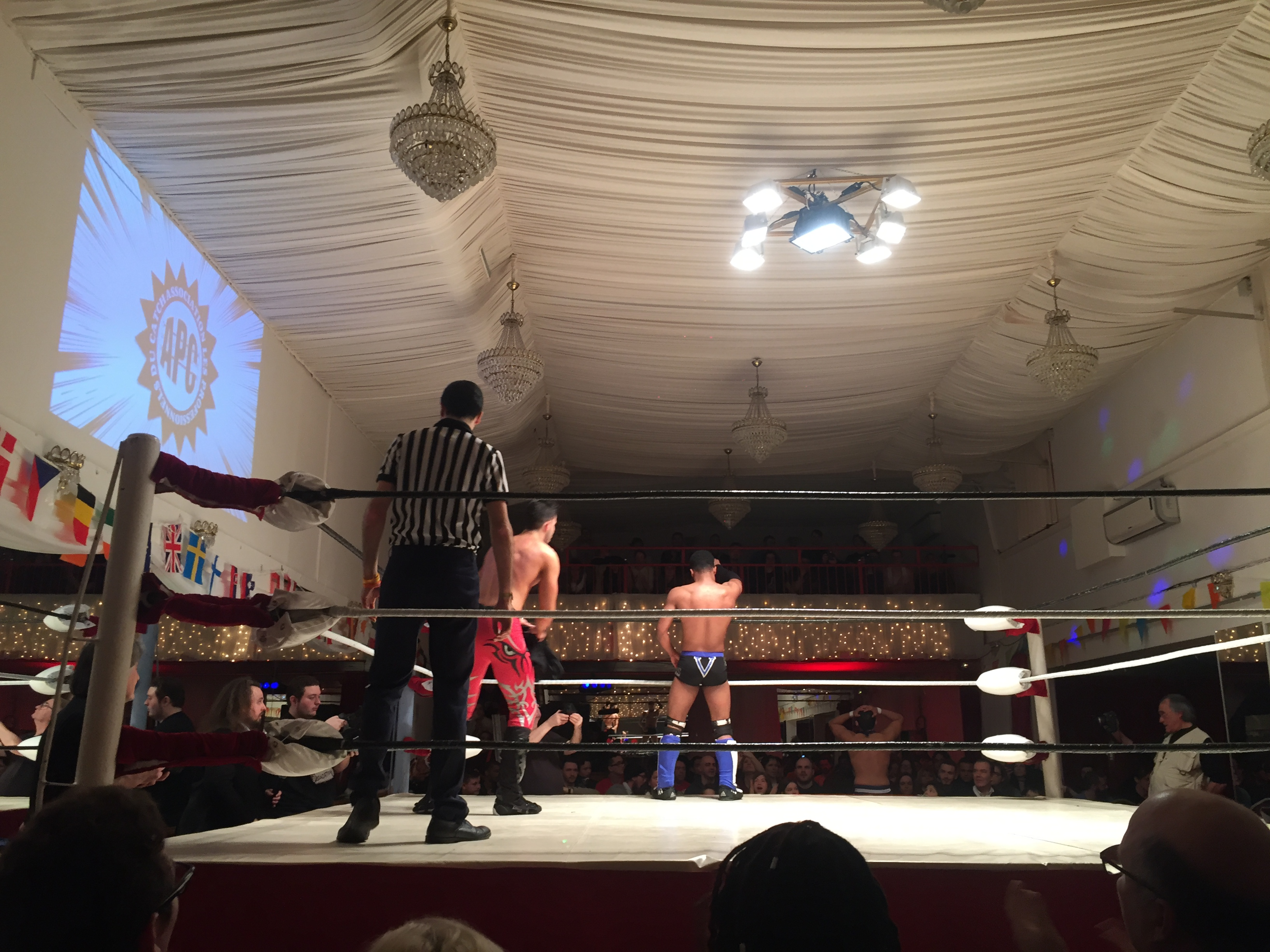
Catch en France en 2019, dans les locaux de l'APC Catch à Nanterre.

Dans les années 1950-1970, les spectacles sont fréquents, notamment au Cirque d'Hiver à Paris, dans des foires ou à l'occasion de galas spéciaux comme le 14 juillet. Les Français ont à partir de 1952 la possibilité de suivre des combats à la télévision. Roger Couderc et Thierry Roland assurent généralement les commentaires des combats télévisés.
Les grands noms français du catch sont l'Ange Blanc (Charles Eltes), André le Géant (André Roussimof), Le Tigre de la Lutte, Le Bourreau de Béthune (Jacques Ducrez), Le Petit Prince (Daniel Dubail), Jean Corne, Zarak, Claude Roca, André Drapp (le Lion de Lorraine), Abdesslam El Alami, Robert Duranton, Chéri Bibi (Roger Trigeaud) ou encore Roger Delaporte,.

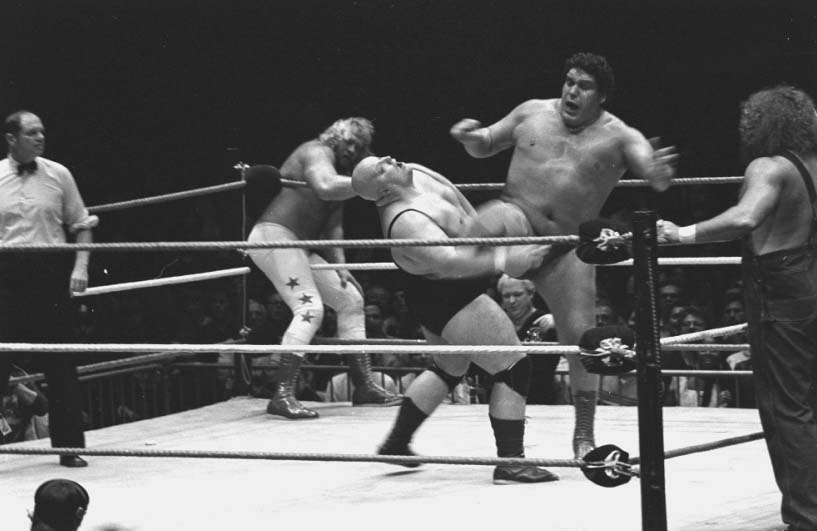
Image d'André le Géant, icône française du catch.

Souffrant d'une mauvaise réputation et d'un problème de renouvellement de génération, le catch connaît une crise entre le milieu des années 1970 et le milieu des années 1980. Arrive un soubresaut dans les années 1980 grâce à la télévision et la chaîne Canal+ qui, en 1985, achète les droits de la WWF et plus tard quatre de ses plus importants spectacles visibles aux États-Unis en paiement à la séance. Mais si cette période relance l'intérêt public du catch en France, elle impose aussi le style américain comme la référence, plaçant alors l'école française dans l'ombre.
Canal+ diffusa l'émission WWF Superstars, puis WCW Nitro de 1997 à 2000, et à nouveau WWF Superstars de 2000 à 2002.
Actuellement, des structures comme l'APC et Ouest Catch prennent de l'importance, attirant un public fidèle et parfois des superstars de la WWE (Pete Dunne, Tyler Bate ou encore Will Ospreay pour l'APC).

## Règles
Les règles d'un combat de catch sont utilisées pour légitimer la discipline face à la créativité des lutteurs. Si elles permettent de désigner un vainqueur, elles sont surtout là pour enrichir le déroulement d'un combat, l'arbitre faisant alors office de troisième participant. Par exemple, si un catcheur subit une prise de soumission, il peut donner l'illusion au public qu'il va d'abord abandonner puis attraper l'une des cordes pour provoquer la règle du rope break et obliger l'arbitre à forcer son adversaire à casser la prise (celui-ci a alors 5 secondes pour le faire sous peine de disqualification).

### Compte de trois
C'est la technique de base pour obtenir la victoire. Aussi appelée le tombé (pinfall en anglais), il consiste à river les épaules de son adversaire au ring pendant trois secondes, ce décompte étant effectué par l'arbitre qui frappe le compte de la main sur le ring. Le compte de l'arbitre peut être interrompu lorsque le catcheur soumis décolle une épaule du sol avant le compte de 3 ou quand il arrive à attraper une corde du ring. C'est ce qui est nommé rope break.

### Abandon

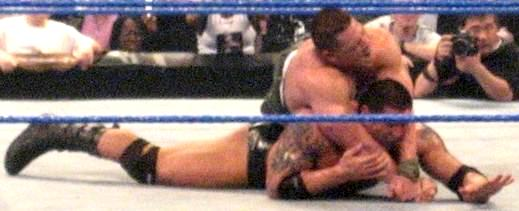
John Cena exécutant le STF sur Batista.

Un lutteur pris dans une prise de soumission peut abandonner pour obtenir sa libération de la prise. Pour marquer son abandon, il tapote (tap out en anglais) sur le ring, son adversaire ou fait signe à l'arbitre. Pour se dégager d'une prise de soumission sans abandonner le combat, un catcheur peut attraper une corde du ring : ceci force l'attaquant à briser sa prise, selon la règle du rope break. Il peut également tenter de se dégager en frappant, projetant, ou renversant son adversaire, lui faisant ainsi lâcher l'étau de sa prise.

### KO
Un knockout (KO) peut être obtenu de deux manières différentes :
- l'arbitre lève la main du catcheur puis la lâche. Le catcheur doit signaler sa conscience en maintenant sa main en l'air. Au bout de la troisième chute consécutive de la main sans que le catcheur ne soit parvenu à la maintenir tendue, l'arbitre le déclare KO.
- Si un catcheur reste au sol sans se relever, l'arbitre lance un compte de 10 similaire à la boxe. En cas d'incapacité du lutteur à revenir à lui dans les 10 secondes, le combat est terminé sur un KO.

### Décompte extérieur
Il est possible de gagner sur un décompte extérieur (ou count-out en anglais) où l'adversaire resté trop longtemps en dehors du ring, en général le temps que l'arbitre compte jusqu'à 10 (20 secondes dans le catch japonais). Si l'autre catcheur (qui est resté sur le ring) descend du ring, l'arbitre est obligé de reprendre le décompte de 0. Généralement, un match se finissant de la sorte ne peut voir une ceinture de championnat changer de mains même si le challenger a remporté le match. En effet, malgré une victoire sur le papier, le vainqueur du match n'a techniquement pas vaincu, dominé son adversaire. C'est une règle qui n'est pas constante mais qui revient très souvent.
Un exemple classique d'usage du ring out est lorsqu'un catcheur incarnant un méchant (personnage heel) détenant un titre de champion perd volontairement son match en quittant le ring. Il conserve ainsi son titre tout en s'attirant les foudres du public. Si deux catcheurs sont tous deux hors du ring à la fin du décompte, l'arbitre déclare la fin du match par double décompte à l'extérieur (double count-out), c'est donc un match nul. Cette issue du match n'est que rarement utilisée.

### Disqualification
Enfin, il est possible pour un catcheur de remporter son combat sur une disqualification de son adversaire.
Le catcheur est disqualifié s'il :
- emploie une attaque interdite (illégale)
- utilise un objet comme arme pour tricher (sauf pour les combats hardcore et sans disqualification où les catcheurs ont le droit d'utiliser des armes)
- agresse l'arbitre
- refuse d'exécuter un ordre de l'arbitre (habituellement, l'arbitre compte jusqu'à 5 et si le catcheur continue toujours, il est disqualifié), par exemple :
  - donner plusieurs coups (de poing ou de pied) sur un adversaire reposant contre le turnbuckle ou alors allongé par terre
  - refuser de lâcher une prise sur un rope break
  - tirer les cheveux
  - mordre l'adversaire
  - mettre ses doigts dans les yeux de son adversaire plus d'une fois
  - donne un coup bas à son adversaire
- Interférence : si une personne non impliquée dans le combat intervient en faveur d'un des catcheurs, celui-ci est disqualifié.

Il existait auparavant une règle qui interdisait la projection de son adversaire par-dessus la troisième corde (supérieure). Cette règle n'est cependant plus appliquée dans l'essentiel des structures de catch.

### «Non déclaré»
Un match peut être « non déclaré » (« no contest » en anglais) lorsqu'un évènement ou une interférence n'impliquant pas les deux catcheurs empêche le match de se terminer. Dans ce cas-là, il n'y a pas de gagnant.
Les cas les plus habituels sont :
- un lutteur se blesse de lui-même (et non pas par une autre personne),
- une personne (ou plusieurs) non engagée dans le combat, interfère et décide d'attaquer les deux combattants.

### Égalité
Il se peut qu'un match se termine par un match nul, sans donc ne déterminer de vainqueur. Les causes peuvent être :
- un double décompte extérieur (double count-out).
- En cas de double KO (double décompte de 10 au sol), le match devient un match nul.
- Un double abandon, un double décompte de trois, ou encore lorsqu'un catcheur abandonne en même temps que l'arbitre ait fini le décompte de trois (ces faits sont extrêmement rares).
- Un double tombé si lors du compte de 3 de l'arbitre les deux catcheurs ont les épaules au sol. Par exemple l'un des catcheurs maintient les épaules de l'autre au sol, tout en ayant ses propres épaules au sol (même sans être couvert).

### Combats spéciaux à stipulation
Il est possible que certains combats soient soumis à diverses stipulations (combats spéciaux). C'est le plus souvent lié à une volonté scénaristique visant à faire avancer une rivalité, mais peut aussi avoir pour volonté d'épicer quelque peu la réunion en cours ou au contraire de faire monter l'anticipation pour une réunion ultérieure. La majorité des cas inclut des punitions supplémentaires pour le vaincu : cheveux rasés, suspension voire éviction de la structure, ou bien de la course à un titre particulier. Mais certains cas, comme les combats du Money in the Bank ou du Royal Rumble, incluent plutôt un gain pour le vainqueur : un contrat pour un combat de championnat dans les cas précités, parfois le titre de champion lui-même, ou bien une prime...

## Style de combat
Voici différents styles de combat de catch :
- Brawling (ou « bagarre ») : catcheur utilisant principalement des coups (coups de poing, coups de pied, de genou, etc.).
- Powerhouse : comme son nom l'indique, qualifie les catcheurs puissants utilisant principalement des prises telles que des violentes projections au sol, etc.
- Technique : catcheurs maîtrisant un large éventail de prises de lutte. Un très grand nombre d'entre eux sont également spécialisés dans les soumissions.
- Voltige : concerne principalement des catcheurs poids-moyen utilisant beaucoup d'acrobaties ou de prises nécessitant un certain élan dans les airs.
- Hardcore (spécialiste des matches hardcore) : s'accorde souvent avec le style de brawling. Catcheur spécialiste des armes, des matchs hardcore et donc de tout ce qui est interdit dans un match régulier.

## Vocabulaire et mouvements
- Liste d'attaques au catch
- Liste de prises de catch
- Prises de préparation (catch)
- Prises de soumission (catch)
- Techniques aériennes de catch

## Produit dérivé
Le catch a inspiré de nombreux produits dérivés comme les DVD, vêtements, livres, bandes dessinées, magazines et objets en tous genres. Il y a un marché des jeux vidéo, des cartes de collection, de jeux de société et des figurines. Certains catcheurs des plus populaires se reconvertissent au cinéma également, de par — le plus souvent — leur physique travaillé.

### Filmographie
- (fr) La Lutte, documentaire de 1961 sur la lutte professionnelle à Montréal